# Matematičeskaja encyklopedija

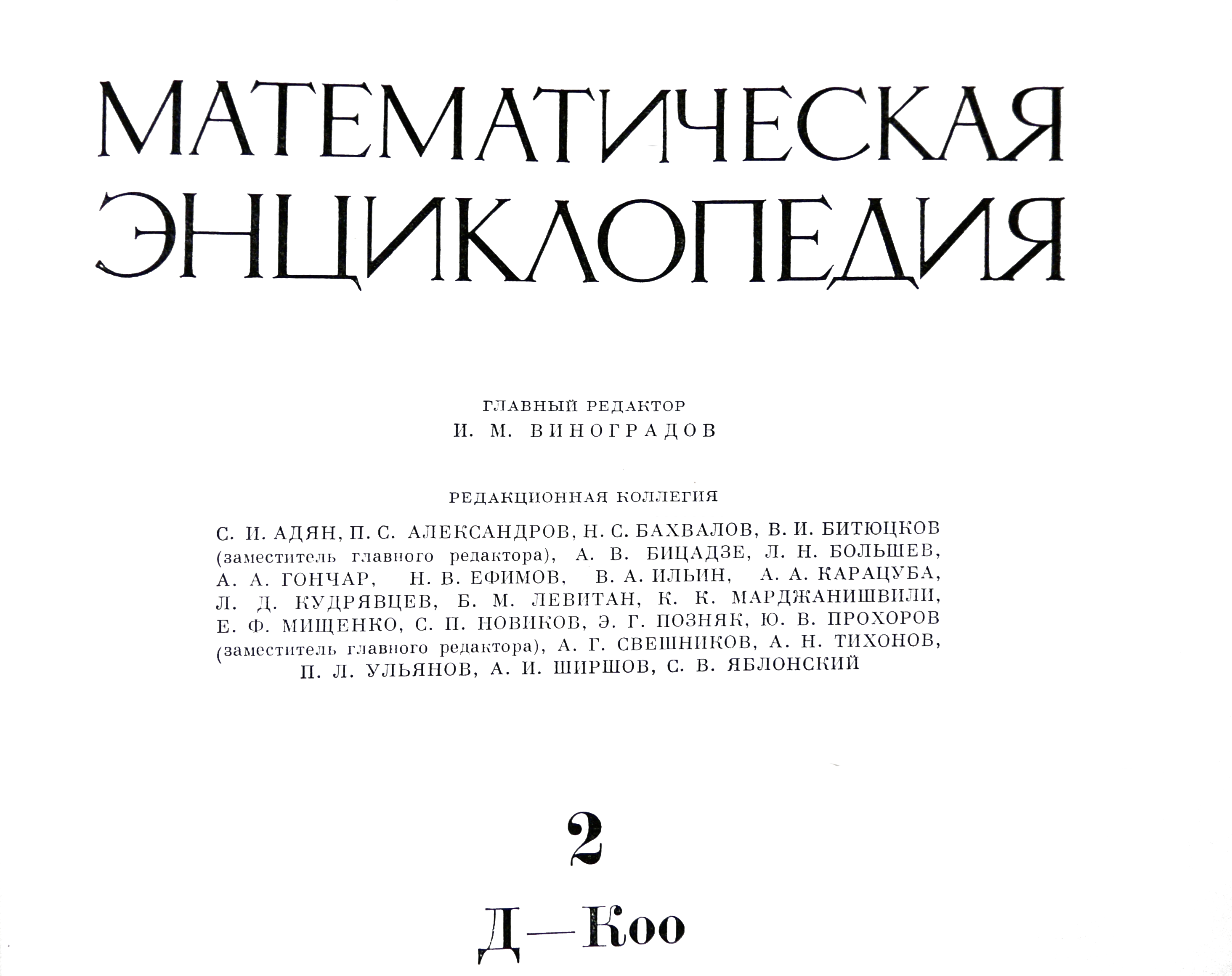
Titulní strana

Matematičeskaja encyklopedija (rusky Математическая энциклопедия, pozdější anglická vydání Encyclopædia of Mathematics) je matematická encyklopedie původně vytvořená pod vedením I. M. Vinogradova a vydaná v pěti svazcích v Sovětském svazu v roce 1977. Později byla přeložena do angličtiny a rozšiřována pod vedením Michiela Hazewinkela a opakovaně vydávána Kluwerem, než jej v roce 2003 pohltil Springer. Dnes je možné ji také číst zdarma na Internetu.
Verze z roku 2002 obsahovala více než osm tisíc článků.